# Flavius Asclepiodotus
Flavius Asclepiodotus est un homme politique et un sénateur de l'Empire Romain.

## Famille
Probablement originaire d'Athènes, il a une sœur ainée, épouse de Léontius et qui est mère de l'impératrice Eudocie. On lui connait une autre sœur, qui recueille sa nièce Athenais (la future Eudoxie) après que celle-ci a été chassée par ses frères de la maison paternelle.

## Biographie
Il est comte des largesses impériales (comes sacrarum largitionum) avant avril 422.
Il est consul ordinaire en 423 avec pour collègue Flavius Avitus Marinianus. Il est préfet du prétoire d'Orient entre 422 et 425.